# Reator tipo piscina

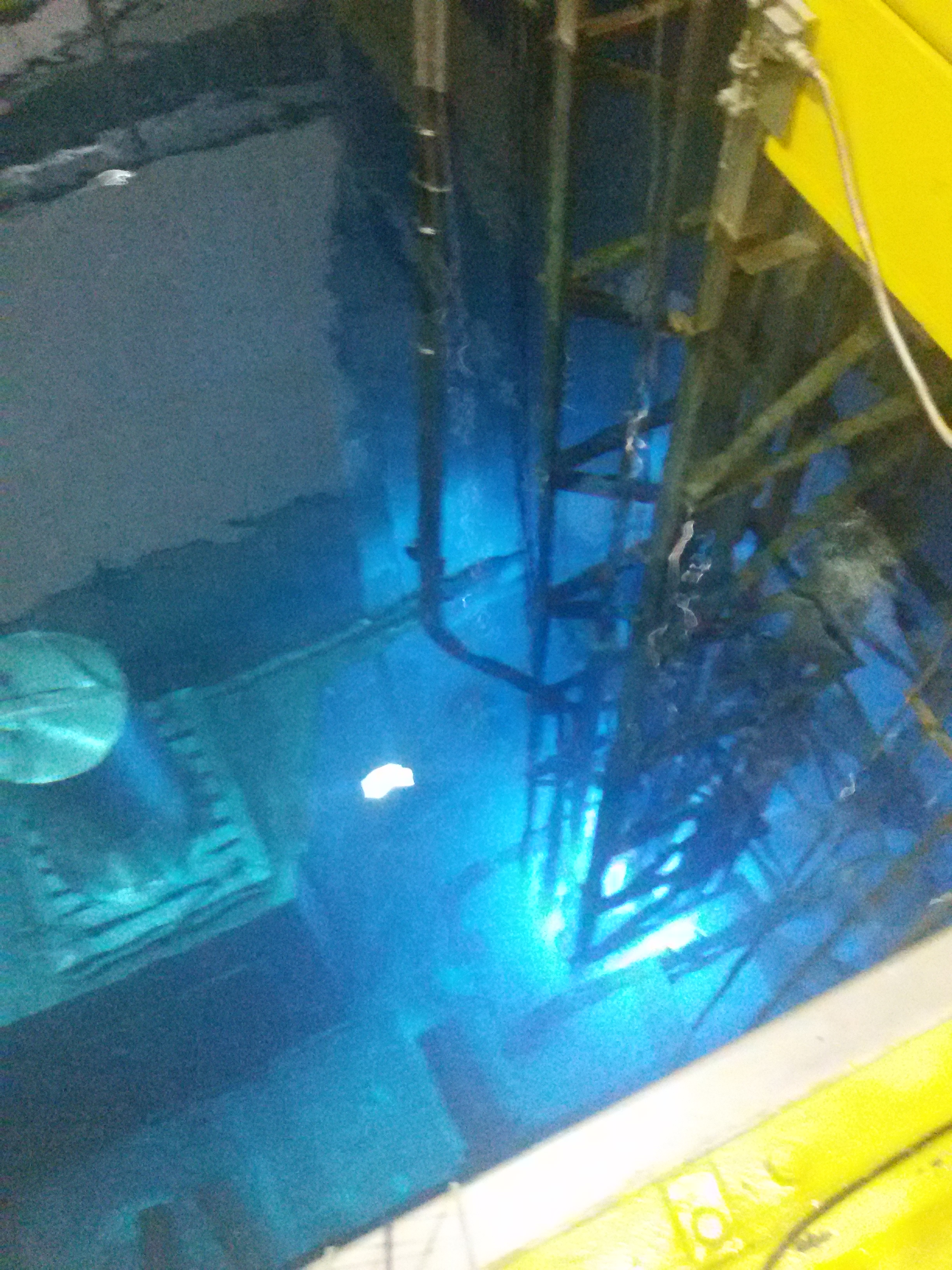
Núcleo do reator IEA-R1 do IPEN/USP, ao fundo da piscina de água desmineralizada e deionizada.

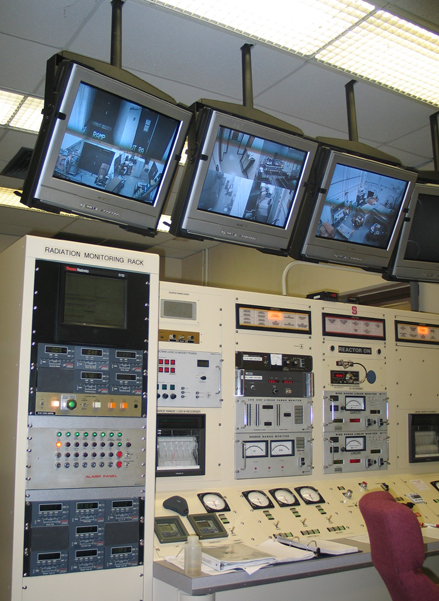
A sala de controle do reator PULSTAR da Universidade Estadual da Carolina do Norte

Reatores nucleares do tipo piscina são um tipo de reator nuclear que tem um núcleo (composto de elementos combustíveis e barras de controle) imersos em uma piscina aberta, normalmente com água. Alguns de reatores refrigerados por sódio como o BN-600 tem piscinas de sódio ao invés de água . O restante deste artigo assumirá que água está sendo usada.
O sódio atua como moderador de nêutrons, agente de refrigeração e escudo de radiação. A camada de água diretamente acima do núcleo do reator atua como proteção contra a radiação de forma tão completa que os operadores podem trabalhar acima do reator com segurança. Este projeto tem duas grandes vantagens: o reator é facilmente acessível e todo o sistema primário de refrigeração, ou seja, a água da piscina, está sob pressão normal. Isso evita as altas temperaturas e grandes pressões encontradas nas usinas de energia nuclear. Reatores piscina são utilizados como fonte de nêutrons, treinamento e em raros casos para o processamento de calor, mas não para a geração elétrica.

## Descrição
Piscinas abertas variam em altura de 6 a 9m e possuem diâmetros de 1,8 a 3,6 m. Algumas piscinas, como a do reator canadense MAPLE, são retangulares em vez de serem cilíndricas e muitas vezes contêm tanto quanto 416.000 litros de água. A maioria das piscinas são construídas acima do nível do chão, mas algumas estão completamente ou parcialmente abaixo do nível do solo. Tipos com água leve e água pesada são chamados de projetos de "tanque na piscina" que usam a moderação da água pesada em um pequeno tanque situado dentro de uma grande piscina de água leve para o resfriamento. Salva-vidas são por vezes colocados ao redor da instalação para o resgate dos operadores que podem caírem dentro da piscina, adicionando ainda mais um aspecto de piscina de natação.
Normalmente o reator é carregado com urânio pouco enriquecido (LEU), combustível composto de menos de 20% de U-235 em liga com uma matriz, tais como alumínio ou zircônio. Urânio altamente enriquecido (HEU) a até 93% era o combustível de escolha, pois tinha um tempo de vida mais longo, mas estes têm sido em grande parte eliminados dos reatores não militares para evitar a proliferação nuclear. No entanto, mais frequentemente, urânio enriquecido a 19.75% é usado, um pouco menos do nível de 20% que já o tornaria altamente enriquecido. Elementos de combustível podem ser placas, barras ou varetas, com 8,5% a 45% de urânio. Blocos ou placas de berílio e grafite podem ser adicionados ao núcleo como refletores de nêutrons e hastes de controle absorvedoras de nêutrons que penetram o núcleo para controla-lo. A General Atomics de La Jolla, CA fabrica os elementos combustíveis dos reatores da classe TRIGA na França para a maioria desses tipos de reatores em todo o mundo. A refrigeração do núcleo é realizada por convecção induzida pelo núcleo quente ou em grandes reatores pelo fluxo forçado de refrigerante e trocadores de calor.
Várias estações para a colocação de itens a serem irradiados estão localizados no interior do núcleo ou diretamente adjacente ao núcleo. As amostras podem ser rebaixadas para o núcleo a partir de cima ou entregue pneumaticamente através de tubos horizontais de fora do tanque que estejam ao nível do núcleo. Tubos horizontais preenchidos ou evacuados por hélio também podem ser instalados para direcionar um feixe de nêutrons para alvos situados a uma distância da sala do reator.

## Aplicações
A maioria dos reatores dessa categoria são reatores de pesquisa. Eles tendem a ser projetos de baixa potência e baixa manutenção. Por exemplo o reator SLOWPOKE da AECL é licenciado para funcionar de maneira autônoma por até 18 horas. A terapia de captura de nêutrons pelo boro é outra aplicação para uso médico.